# Рижская ТЭЦ-2
Рижская теплоэлектроцентраль № 2 (ТЭЦ-2, также Теплоэлектростанция) — тепловая электростанция в Латвии, принадлежащая государственному предприятию «Latvenergo». Расположена у восточных границ города Риги, на участке в 5 га в населённом пункте Ацоне, у автодороги V35 (улица Гранита). Работает в режиме когенерации, производя одновременно тепло и электроэнергию. Одна из двух рижских ТЭЦ, обеспечивающих 70 % теплоснабжения потребителей Риги.
Электростанция после реконструкции использует в качестве основного топлива природный газ, а в качестве резервного может использовать дизельное топливо.
В результате реконструкции в 2013 году общая когенерационная мощность станции составляет 544 МВт, электрическая мощность в когенерационном режиме — 832 МВт, в конденсационном режиме — 881 МВт. Общая тепловая мощность ТЭЦ-2, включая водогрейные котлы, составляет 1124 МВт. Производимая электроэнергия передается в латвийские электросети под напряжением 110 кВ; производимое тепло используется для обогрева микрорайонов и предприятий Риги через сети городского предприятия теплоснабжения «Rīgas Siltums».

## История

### Проектирование и пуск
В 1967 году рижское отделение Всесоюзного государственного проектного института «Теплоэлектропроект» разработало новый проект теплоснабжения правобережья Риги, предусматривавший строительство Рижской ТЭЦ-2 мощностью 360 МВт и магистралей протяжённостью 22 километра. Проектирование станции велось два года. Впервые для тепловых магистралей были запланированы трубы диаметром 1200 мм.
В 1973 году были запущены в эксплуатацию первые два водогрейных котла производительностью 100 гигакалорий в час каждый, в 1974 году был введён первый энергоблок, состоявший из котла и паровой турбины. По мощности он был равнозначен трём котлам на действовавшей ТЭЦ-1.
Окончательный ввод в эксплуатацию состоялся в 1979 году, когда на станции были выведены на проектную мощность 3 паровые турбины Т-100/120-130 и одна турбина ПТ-60-130/13 с отборами пара для теплофикации и промышленного производства, 4 котла перегретого пара (температура 560 градусов) высокого давления (14 МПа) типа ТГМ-96Б общей производительностью 1920 т пара в час и 3 водогрейных котла КВТМ-100.
Станция изначально строилась для работы на мазуте, для чего к ней была проведена железнодорожная ветка, и природном газе: она располагалась в непосредственной близости от магистрального газопровода и рижской газораспределительной станции № 2. Станция была включена в объединённую энергосистему Северо-Запада СССР.
Пуск станции позволил ликвидировать десятки котельных в правобережной части Риги, работавших на угле. Развитием системы теплоснабжения предусматривалось, что будет строиться ещё одна рижская ТЭЦ, на левом берегу Даугавы, для снабжения растущих микрорайонов и промышленности. Она планировалась в районе Баложи.

### Реконструкция
Проект реконструкции Рижской ТЭЦ-2 стал крупнейшим инвестиционным проектом после восстановления независимости Латвии. 

#### Первый этап
До реконструкции Рижская ТЭЦ-2 имела мощность 360 МВт. За счёт  установки турбоагрегата эффективность использования газа увеличилась: при том же объёме использования топлива электрическая мощность возросла до 600 мегаватт, а годичное производство электроэнергии - с 820 гигаватт-часов до 2200 гигаватт-часов (при этом годовое потребление электроэнергии в Латвии в 2005 году составило 5880 гигаватт-часов). Зимой ТЭЦ-2 рассчитывалась на работу в когенерационном режиме, производя как тепло, так и электроэнергию, а летом — в конденсационном, производя в основном электроэнергию. Конкурс на производство работ выиграла испанская  Iberdrola Ingenieria y Consultoria S.A.U./Iberdrola Generacion S.A.U., которая за 178 млн евро должна была построить станцию и 12 лет предоставлять услуги гарантийного сервиса. Работы начались 13 сентября 2006 года.

#### Второй этап
В марте 2010 года началась реконструкция второго энергоблока ТЭЦ-2, продолжавшаяся до декабря 2013 года.  Работы выполняла турецкая GAMA GUC Sistemleri Muhendislik ve Taahhut. В ходе переговоров с подрядчиком удалось снизить сумму затрат на строительство на 20 млн. евро. При этом министр экономики от партии "Единство" Артис Кампарс утверждал, что проект несоразмерно дорог.
Вложения на втором этапе составили 368 млн. евро. В рамках проекта была построена газотурбинная станция комбинированного цикла, использовавшая в энергетическом цикле давление магистральных трубопроводов, для чего рядом с ТЭЦ-2 была построена новая газораспределительная станция Latvijas Gāze - ГРС-3.

#### Аргументы противников
Группа заявителей во главе с профессором РТУ Дагнией Блумбергой в 2010 году пыталась торпедировать проект реконструкции с идеей перевода станции на «возобновляемые ресурсы». 5 ноября заявление на 20 страницах намечалось представить в Брюссель на рассмотрение президента Еврокомиссии Жозе Мануэля Баррозу и комиссара по энергетике Гюнтера Этингера. Профессор Блумберга называла проект дорогим и неэффективным, противоречащим данному ЕС обещанию довести долю возобновляемых источников энергии до 40%. Аргументы о недостатке базовых мощностей в Латвии профессор назвала "игрой больших дяденек": "Не хватает мощности? Наладим энергоэффективность и мощности найдутся! В темноте не останется, мы не живём на острове. Вокруг нас Северные страны и Россия, которые хотят нам продавать электроэнергию, если нам не хватит. Зачем в Латвии что-то строить, чтобы потом не использовать, как произошло с Рижской ТЭЦ-1, которая большую часть года простаивает?" Эксперты деловой газеты Dienas Bizness подсчитали, что остановка проекта обошлась бы Латвии в 150 млн латов из-за разнообразных штрафных санкций.  

#### Дело о коррупции
В июне 2012 года Латвийское Бюро по предотвращению и борьбе с коррупцией (БПБК) задержало трёх должностных лиц Latvenergo по подозрению во взяточничестве, злоупотреблении служебным положением и отмывании денег. Расследование продолжалось 5 лет, после чего в июне 2017 года прокуратура передала дело в суд. В расследовании БПБК фигурировало 17 лиц, в суд были переданы обвинения против 12 человек, в том числе двух иностранцев.  Трёх руководителей предприятия обвиняли в превышении служебных полномочий, вызвавшем тяжелые последствия, взяточничестве и отмывании денег, двух иностранцев - в торговле влиянием. Бывший президент Latvenergo Карлис Микельсонс стал крупнейшим должностным лицом, обвиняемым по делу о коррупции; ему инкриминировали также взяточничество при реконструкции Плявиньской ГЭС.
Процесс охватывал заключённые в период с 8 июня 2004 года по 3 марта 2010 года шесть договоров по закупочным процедурам для Рижской ТЭЦ-2 между Latvenergo и швейцарской компанией на общую сумму 8,349 млн евро, договор с испанским предприятием на 177,864 тыс. евро и 95 млн евро, с турецким предприятием на 289,596 тыс. евро и 57,892 млн долларов США.